# Katherine Swee Phek Teh
Katherine Swee Phek Teh (* um 1955) ist eine ehemalige Badmintonspielerin aus Malaysia. 

## Karriere
Ihren ersten großen internationalen Erfolge feierte Katherine Swee Phek Teh 1978 bei den Commonwealth Games, wo sie sich bin ins Finale des Dameneinzels vorkämpfen konnte. Dort verlor sie jedoch gegen ihre Landsfrau Sylvia Ng. Gemeinsam mit Ng, Abu Bakar Sufian, Whee Chee Geok, Moo Foot Lian, James Selvaraj, Saw Swee Leong und Ong Teong Boon gewann sie bei derselben Veranstaltung auch die Bronzemedaille im Mannschaftswettkampf. Im Mixed mit James Selvaraj schied sie dagegen in der 3. Runde aus. Mit Sylvia Ng scheiterte sie im Doppel im Viertelfinale. 
An den Commonwealth Games 1982 nahm sie erneut in allen vier Disziplinen teil, blieb jedoch medaillenlos. Sie scheiterte sowohl im Einzel, im Doppel mit Lean Leong Chai, im Mixed mit Ong Beng Teong als auch mit der Mannschaft bestehend aus ihr, James Selvaraj, Ong Beng Teong, Lean Leong Chai und Razif Sidek in der Vorrunde.
Auch bei den Asienspielen 1978 reichte es trotz gewonnenem Spiel gegen die starken Japaner Nobutaka Ikeda und Yoshiko Yonekura im Mixed nicht zu einer Medaille.